# Дом Чехова (Ялта)
Дом-музей Антона Павловича Чехова — учреждение культуры. Расположен в городе Ялта в Крыму.
Русский писатель А. П. Чехов приобрёл недвижимость в Ялте за 6 лет до своей кончины. Переехав из Москвы в Крым по состоянию здоровья, в конце 1898 года Антон Павлович купил в Ялте участок земли. На участке был разбит сад и построен дом по проекту архитектора Л. Н. Шаповалова. В этом доме в 1899—1904 годах Чеховым были написаны знаменитые произведения: пьесы «Три сестры» и «Вишнёвый сад», повесть «В овраге», рассказы «Дама с собачкой», «Архиерей», «На святках» и «Невеста».

## История

### Чехов и Ялта. Предыстория
Антон Павлович Чехов впервые был в Ялте проездом, по пути в Феодосию в июле 1888 года. В июле-августе следующего года Чехов прожил в Ялте три недели, работая над повестью «Скучная история». Через 5 лет он вновь приезжает в Ялту, на этот раз лечиться, и проживает в гостинице «Россия».

### Постройка дома в Ялте
Осенью 1898 года писатель приезжает в Ялту, чтобы поработать и поправить здоровье. Сначала живет на даче Бушева, потом — в центре Ялты, на даче Капитолины Иловайской «Омюр», где написал несколько рассказов. В октябре Чехов покупает участок на окраине города, в деревне Аутка. Для того, чтобы построить дом, Антон Павлович продает право на издание своих произведений издателю А. Ф. Марксу.
Строительство дома длилось 10 месяцев, а 9 сентября 1899 года Чехов переехал в Ялту вместе с сестрой Марией Павловной и матерью Евгенией Яковлевной. Ялтинская постройка являлась домом, то есть местом постоянного проживания писателя, его матери и сестры. Название «Белая дача» ей дали местные жители из-за цвета стен.

### Чеховский сад
Работы в саду начались почти одновременно с постройкой дома: на террасах Антон Павлович собственноручно высаживал деревья, кустарники, цветы. Создание его продолжалось в течение пяти лет жизни А. П. Чехова в Ялте. «Сад будет необыкновенный», — говорил он и добавлял, что сажает сам, собственноручно.
Чехов продумал особый план для ялтинского сада еще до его закладки. Для воплощения своего замысла Антон Павлович Чехов обратился к ялтинскому садоводу В. М. Крутовскому, хорошо знавшему природные условия Южного берега Крыма, а также к многочисленным справочным изданиям. Чехов завёл тетрадь, в которую записывал всё, что было им посажено на участке. До наших дней (по состоянию на 2018 год) сохранилось около 30 % чеховских посадок.

### Музей в доме А. П. Чехова
В письме к сестре 3 августа 1901 года Антон Павлович завещал ей в пожизненное владение ялтинскую дачу, деньги и доход от посмертных публикаций драматических произведений. Первые посетители в Доме Чехова появились на следующий же год после его смерти. Михаил Павлович Чехов писал, что Россия «обогатилась полным поэзии и трогательной чеховской лирики культурным учреждением, которое известно теперь всему просвещенному миру и которое носит теперь название „Дом-музей А. П. Чехова в Ялте“».
После кончины писателя, вплоть до неспокойного 1917 года, М. П. Чехова зимой жила в Москве, работая над материалами архива брата, а лето, чтобы сберечь обстановку и проследить за ремонтом, проводила в ялтинском доме. Мария Павловна содержала дом на средства, поступавшие от авторских отчислений за постановки пьес брата, и от изданного ею эпистолярного наследия писателя. Весной 1917 года сестра и мать писателя переехали из Москвы в Ялту на постоянное место жительства.
Годы Революции и Гражданской войны оказались очень трудными для семьи Чеховых и их дома в связи с общей хозяйственной разрухой в стране. Сведений до 1922 года об оставшихся в Ялте Чеховых не поступало. 3 января 1919 года скончалась Евгения Яковлевна Чехова, её похоронили в Ялте. 9 апреля 1921 года Ялтинский РВК выдал М. П. Чеховой охранную грамоту, но средств на содержание дома не выделялось, зарплата и выдача пайков задерживалась на месяцы. Сад был запущен, стены дома прорезали трещины. В минуты отчаяния Мария Павловна полагала открыть в доме детскую колонию. В 1926 году дом был передан Библиотеке имени Ленина, Мария Павловна Чехова была назначена директором дома. В доме поселился и Михаил Павлович Чехов, взявший на себя решение административных и хозяйственных вопросов.
М. П. Чехова сохраняла в неприкосновенности всю обстановку комнат брата, а также ценнейший литературный архив. Дом сильно пострадал от землетрясения 1927 года.

## Фотогалерея
- Строящийся дом Чехова, 1899 г.
- Дом Чехова, 1900-1905 гг.
- Чехов на своей даче в Ялте, 1901 г.
- Северный вход в дом
- Комната О. Л. Книппер
- Сад
- Здание литературной экспозиции музея
- Зал литературной экспозиции
- Марка Почты России, 2021 год

## Награды
- Почётная грамота Президиума Верховной Рады Автономной Республики Крым (6 апреля 1999 года, Автономная Республика Крым, Украина) — за большой вклад в дело сохранения и пропаганды творческого наследия великого русского писателя и в связи со 100-летним юбилеем «Белой дачи» — мемориального дома А. П. Чехова в г. Ялте[7].